# Cocytus Montes
I Cocytus Montes sono una struttura geologica della superficie di Io.